# Нижня розправа 1782-1796
Нижня розправа 1782—1796 — судова установа в повітових містах, створена після адміністративно-територіального поділу України, яка опинилася в складі Російської імперії. У Нижній розправі розглядалися цивільні й кримінальні судові справи т. зв. однодвірців — соціальної категорії населення, що включала зокрема державних селян, економічних селян і удільних селян. За царським указом 1784 Нижній розправі стало підсудним і рядове козацтво. Нижня розправа створювалася з розрахунку — один суд на 10—30 тис. осіб; у Київському намісництві й Чернігівському намісництві налічувалося 6 нижніх розправ, у Новгород-Сіверському намісництві — 4. До Нижньої розправи входили: суддя, 4 засідателі, 1 секретар, що були здебільшого колишніми службовцями скасованої старшинської адміністрації. З ліквідацією намісництв і запровадженням адміністративно-територіального поділу на губернії 1796 нижні розправи були ліквідовані.